# Paracotis seydeli
Paracotis seydeli là một loài bướm đêm trong họ Geometridae.